# GOUPIL AND C
GOUPIL AND C（グーピル・アンド・シー）は、日本の2人組のロックバンド。

## バイオグラフィー
2006年に小嶋哲義と平野祐により横浜で結成。前身であったスリーピース・バンドのドラマーの脱退を機に、ベース担当であった平野がドラムにシフトする形で2人編成へ。この時点で平野はドラムの全くの初心者。これを機にバンド名を GOUPIL AND C (初期は「GOUPIL&C」の表記もあり)と改め、2006年頃本格的に活動開始。バンド名はゴッホの初めて勤めた画商の名前から取られている。

曲作りはもちろん、録音からアートワーク、果てはTシャツデザイン・シルクスクリーン印刷に至るまで全て自分たちのみで行っており、完全DIYの姿勢を持つ。自らのレーベル、MARRCAD Ltd.(マーカッド・リミテッド)より様々な作品を発表している。

## 構成
- 小嶋哲義 (1980年-)
クレジット表記は「KOZIMA」
ギター・ボーカル。横浜市本牧間門出身。使用ギターは1980年製のFender LeadⅡ。木目と黒の2本所有。アンプはRoland JC-120を直結で使用。使う理由は「ジャキジャキしたLEADⅡの音と相性が良く、低音と高音がよく出るから。そして何よりどこにでもあるアンプだから」。開放で鳴らすと不協和音になるオリジナルの変則チューニングを結成当初より一貫して使っている。
ベースレス・トリオGOLDEN (現 GLDN)でも2012年までギターとして参加し、2010年のニューヨーク/ボストン・ツアー[1]にも参加。
また宮崎県在住の音楽家 くにや との即興デュオ 歪弦 としても活動中。
カセットテープ愛好家でもあり 日本カセットテープクラブ を主催し、カセットMTRで録音した音源をネット上に発表している。
絵も描き、ほぼすべてのアートワークを手掛けている。幼少の頃から水木しげる好き。好きなバンドはザ・クラッシュなど。
- 平野祐 (1980年月4-)
クレジット表記は「HILANO」
ドラムス。岐阜県出身、横浜市在住。

## 音楽 / サウンド
エフェクターを一切使用しないアンプ直結のギターとドラムだけの、極めてシンプルな、バンドとしては最小編成である2人編成。
非常にソリッドで破壊力のある剥き出しの生々しいサウンドが特徴。初期にはギターを叩きつけるなど荒々しい演奏もしていた。2人ながらその熱量は高く、音源を聴いたeastern youth吉野寿より「久々に骨のあるバカ、発見」と評された。(そのバカな熱量が伝わり、後に極東最前線に出演。)

また、曲作りにおいてはほとんどがスタジオでの即興セッションで生まれたものをもとに作られている。音源の録音においては複数のMDウォークマンを使用したり、車中で歌入れするなど普通ではない録音方法が取られている。

## 音源 / ディスコグラフィー
SETSUDAN　2007.8.20 (1stシングル)　※ドイツのロックバンドカンのカバー収録
- SETSUDAN / ROUMU / DOOR OUTSIDE MY

PLANET SONG　2008.9.16 (2ndシングル)
- PLANET SONG / KAIZOU / FUAN

FREE DEMO　2008.9.11 (フリーデモ音源集)　※ギャング・オブ・フォー、トーキング・ヘッズ、ミッション・オブ・バーマのカバー収録
- MUZOUSA / ETHER / Thank You For Sending Me An Angel / THE SETUP / HANDOU demo

BROADWAY　2008.9.21 (即興アルバム)  60分1曲収録
- BROADWAY

BEATIN'　 2009.2.26 (1stアルバム)
- ZATSUON / ITSUDATSU / SETSUDAN / GAREKI / ROUMUSHA (Do You Want To Work?) / NO BEAT / EIRI NA KYUUTAI / PLANET SONG / INSIDE / HANDOU / RISEI / JACO'S DEKI

L226　2009.5.7 (LIVEアルバム)　2009年2月26日渋谷クラブクアトロでの極東最前線のLIVEを収録
- MUZOUSA / FUAN / ITSUDATSU / GAREKI / PLANET SONG / KAIZOU / INSIDE / RISEI / SETSUDAN

絶望をぶっ殺せ　 2010.7.7 (3rdシングル)
- 絶望をぶっ殺せ / 新しい猿 / 抑圧

鬼殺し　2011.6.6 (4thシングル)　※ジェームス・チャンス・アンド・ザ・コントーションズのカバー収録
- 鬼殺し / 平行線の彼方に / 瓦礫・改 / Dish It Out

NEJI　 2012.4.27 (5thシングル)　※ザ・スミスのカバー収録
- ネジ / 二酸化炭素 / ZUTAZUTA / STILL ILL

SO ON　2014.4.25 (2ndアルバム)
- KYOUBOU / ジャッキアップ / KEIZAI / SOUMATOU / ZAGRE! / プルトニウム・チャージ / SPARK / 地下大動脈 / FILAMENT / SOS / 工作機械 / 心

THE SPLIT　2015.8.20 (スプリット盤)　bahAMaba とのスプリット
- GLITTER (bahAMaba) / 真空 / 霊 (bahAMaba) / INDEPENDENT FRONT

L1709　2015.11.3 (2枚組LIVEアルバム)　2015年8月4日下北沢シェルターと2015年9月5日新宿NineSpicesでのLIVEを収録
- L804 side - SOS / 真空 / FILAMENT / NEJI / 新しい猿 / SEIMEI / 工作機械 / PLUTONIUM CHARGE / KEIZAI / INDEPENDENT FRONT / PLANET SONG 2015 / SETSUDAN
- L905 side - NEJI / 鬼殺し / KEIZAI / 絶望をぶっ殺せ / SEIMEI / 真空 / SOS / SOUMATOU / PLUTONIUM CHARGE / INDEPENDENT FRONT / PLANET SONG 2015 / FILAMENT

V-16　2017.4.1 (6thシングル)
- V-16 / 脳 / 堕落

WAR EP　2017.8.15 (EP)
- 新型の戦争 / ウォー・ギルト・インフォメーション・プログラム / 照準 / マーカッド・シティ・ロッカーズ / 桜花

## 参加作品
極東最前線3　2013.9.18 (裸足の音楽社/HOS-001)　eastern youthの主催するオムニバス・シリーズ
- SEIMEI 収録

無料オムニバス　2007 ハウシンカ北沢企画オムニバス
- FUAN / NAIMEN 収録

## ライブ
主に東京のライブハウス・ライブスペースにて演奏を行っている。（2009年頃までは横浜でも行っていたがその後は東京がメイン）

2009年2月にeastern youthのイベント「極東最前線 ～ore no noizu ni tobinore～」に出演。
同年11月、渋谷LUSHにて自主企画「MIDWAY 1 」を開催。2012年には札幌、2014年には郡山へ遠征。
2015年9月5日には新宿NineSpicesにてbahAMabaとのスプリット盤リリースライブを行った。

## リンク
MARRCAD Ltd. - 所属自主レーベルサイト (2017年11月開設)
その音 凶暴につき - 公式ウェブサイト (2017年11月閉鎖)

Twitter - バンド・ツイッター

ZUGA - 小嶋によるブログ

Channel Marrcad - 公式YouTubeチャンネル

Smashing Mag - 渋谷クラブクアトロでのライブの模様